# Fátima Molina
Fátima Ileana Molina Vargas (Ensenada, Baja California, 9 de marzo de 1986) o artísticamente conocida como Fátima Molina, es una actriz mexicana que es conocida por interpretar el papel de «Lidya Corona» en la telenovela de Telemundo La Doña, en su primera temporada; seguido en su debut como protagonista en la telenovela de TV Azteca y Sony Pictures Television Tres milagros. En el mundo de la cinematografía, ha destacado en Sueño en otro idioma, largometraje por la que fue nominada a un Premio Ariel a la mejor coactuación femenina.

## Biografía y carrera
Molina nació en Ensenada, Baja California el 9 de marzo de 1986. Tiempo después se mudó a Guadalajara, Jalisco. Comenzó su carrera haciendo teatro escolar. Estudió Artes Escénicas en el Instituto Escena 3 y comenzó a tener papeles en teatro en obras como Rent y Chicago pero no fue hasta 2008, cuando participó en la sexta edición del reality show La Academia de TV Azteca, en donde su carrera comenzó a despegar.Después de este fue integrante de un grupo musical llamado G6, lanzando una producción discográfica.

## Filmografía

### Cine
| Año  | Título               | Personaje         | Nota         |
| ---- | -------------------- | ----------------- | ------------ |
| 2016 | El Hotel             | Citlalli          | Largometraje |
| 2017 | Sueño en otro idioma | Lluvia            | Largometraje |
| 2019 | Marioneta            | Belén             | Largometraje |
| 2023 | El último vagón      | Valeria de adulta |              |

### Televisión
| Año           | Título                    | Personaje                |
| ------------- | ------------------------- | ------------------------ |
| 2008          | La Academia               | Ella misma               |
| 2009          | El gran desafío           | Ella misma               |
| 2015          | Señorita Pólvora          | Juanita                  |
| 2015          | El Dandy                  | Deyanira                 |
| 2015          | El Vato                   | Estela Núñez             |
| 2016-2017     | La Doña                   | Lidya Corona             |
| 2017          | Las Malcriadas            | Yuridia Cavarca          |
| 2018          | Tres Milagros             | Milagros Cruz «Nikita»   |
| 2018          | Falco                     | Sonia García             |
| 2018-2020     | Diablero                  | Enriqueta Infante «Keta» |
| 2021          | Te acuerdas de mí         | Vera Solís               |
| 2021          | ¿Quién mató a Sara?       | Clara                    |
| 2021          | Luis Miguel: la serie     | Paola Montero            |
| 2021          | S.O.Z: Soldados o Zombies | Lilia Acal Prado         |
| 2022-presente | Papás por encargo         | Itzel                    |
| 2022          | Natural Born Narco        | Rosario                  |
| 2025          | Monteverde                | Luz Elena                |